# Ametralladora PK
La PK es una ametralladora de propósito general diseñada en la Unión Soviética y que actualmente es producida en Rusia y los países que se encontraban tras el Telón de Acero. Sus equivalentes de la OTAN son la FN MAG, la MG3 y la M60. La PK fue introducida durante los años 1960 y reemplazó a las ametralladoras SGM y RPK en servicio dentro de las fuerzas armadas soviéticas. La PK puede ser utilizada como un arma antiaérea ligera cuando es montada sobre un afuste antiaéreo. Una característica típica de las ametralladoras soviéticas es que el modelo estándar es alimentado desde el lado derecho y eyecta los cartuchos disparados por una ventana de expulsión situada en el lado izquierdo del arma, al contrario de la habitual  situada en el lado derecho de la mayoría de ametralladoras occidentales. La PK es capaz de utilizar balas especiales rusas como incendiarias o explosivas.

## Detalles de diseño
La PK original (Пулемет Калашникова, Ametralladora Kalashnikov en ruso) fue desarrollada a partir del diseño del fusil automático AK-47, empleando el cartucho 7,62 x 54 R que originalmente había sido creado para el fusil Mosin-Nagant. Está equipada con un bípode simple y fue diseñada como un arma de apoyo, aunque también puede instalarse a bordo de vehículos. Es alimentada mediante cintas de 25 cartuchos, que pueden unirse a cualquier longitud deseada. Estéticamente se parece a la ametralladora checoslovaca Uk vz. 59
El modelo actual es la PKM (Пулемет Калашникова Модернизированный, Ametralladora Kalashnikov Modernizada en ruso), una versión mejorada y actualizada de la PK. Apenas pesa 7,5 kg y la variante PKMS montada sobre el trípode ligero Stepanov solamente pesa 12 kg. Para su empleo como ametralladora pesada, el modelo PKMS (ПКМ Станковый, PKM montada en ruso) utiliza un trípode más estable. El modelo especial PKMSN2 puede montar modernas miras telescópicas nocturnas NSPU para operar con baja visibilidad. La PKT (ПК Танковый, PK para tanque en ruso) es un posterior desarrollo de la PK para sustituir a la ametralladora coaxial SGMT Goryunov. Las modificaciones recibidas incluyen la retirada de la culata, un cañón más largo y pesado, un regulador de gas y un gatillo eléctrico solenoide.

## Producción
La PKM y sus otras variantes aún son producidas en Rusia y se exportan a varios países. Aparte, varios países del antiguo orbe comunista fabrican modelos de la misma arma localmente en todo el mundo, en variaciones calibradas a otros estándares dada su fiabilidad.
En Serbia, Armas Zastava produce la PK bajo licencia como la M84 (junto a la PKT como M86) y aún continúa en servicio en otros países que formaron parte de la antigua Yugoslavia. Una versión es producida en los Estados Unidos por WiseLite Arms y comercializada por MarColMar Firearms. La más reciente modificación es la ametralladora rusa Pecheneg, con un cañón fijo refrigerado por aire forzado y que no permite sustituirlo en combate, algo muy inusual para una ametralladora moderna.

## Usuarios
- Afganistán[2]
- Albania
- Argelia
- Armenia[3]
- Azerbaiyán[2]
- Bielorrusia[4]
- Bosnia y Herzegovina[2]
- Bulgaria[2]
- Cabo Verde[2]
- Camboya[5]
- Chad[2]
- China: Variante Tipo 80.[6]
- Corea del Norte[2]
- Croacia[2]
- Cuba[2]
- Egipto
- Eritrea[2]
- Finlandia[7]
- Georgia[2]
- Guinea[2]
- Guinea-Bisáu
- Hungría[2]
- India
- Irak[2]
- Irán[2]
- Israel[8]
- Kazajistán[2]
- Kirguistán[2]
- Kosovo[2]
- Laos[2]
- Letonia Las ametralladoras soviéticas PK y PKM permanecieron en servicio en el ejército al menos hasta octubre de 2001,[9] pero el 29 de marzo de 2004, Letonia pasó a formar parte del bloque de la OTAN (cuyo cartucho estándar es de 7,62 × 51 mm) y se comprometió a cambiar a la OTAN. estándares.
- Líbano
- Libia
- Macedonia del Norte[2]
- Mali[2]
- Malta
- Moldavia[2]
- Mongolia[2]
- Mozambique[2]
- Panamá[2]
- Polonia[2]
- Rumania[2]
- Rusia[10]
- Santo Tomé y Príncipe[2]
- Serbia: Variante Zastava M84.[2]
- Siria[2]
- Tayikistán[2]
- Turkmenistán[2]
- Ucrania[2]
- Uganda[2]
- Uzbekistán[2]
- Vietnam[11][12]
- Zambia[2]
- Nicaragua
- Venezuela